# Formicoxenus chamberlini
Formicoxenus chamberlini är en myrart som beskrevs av Wheeler 1904. Formicoxenus chamberlini ingår i släktet Formicoxenus och familjen myror. IUCN kategoriserar arten globalt som sårbar. Inga underarter finns listade i Catalogue of Life.

## Bildgalleri

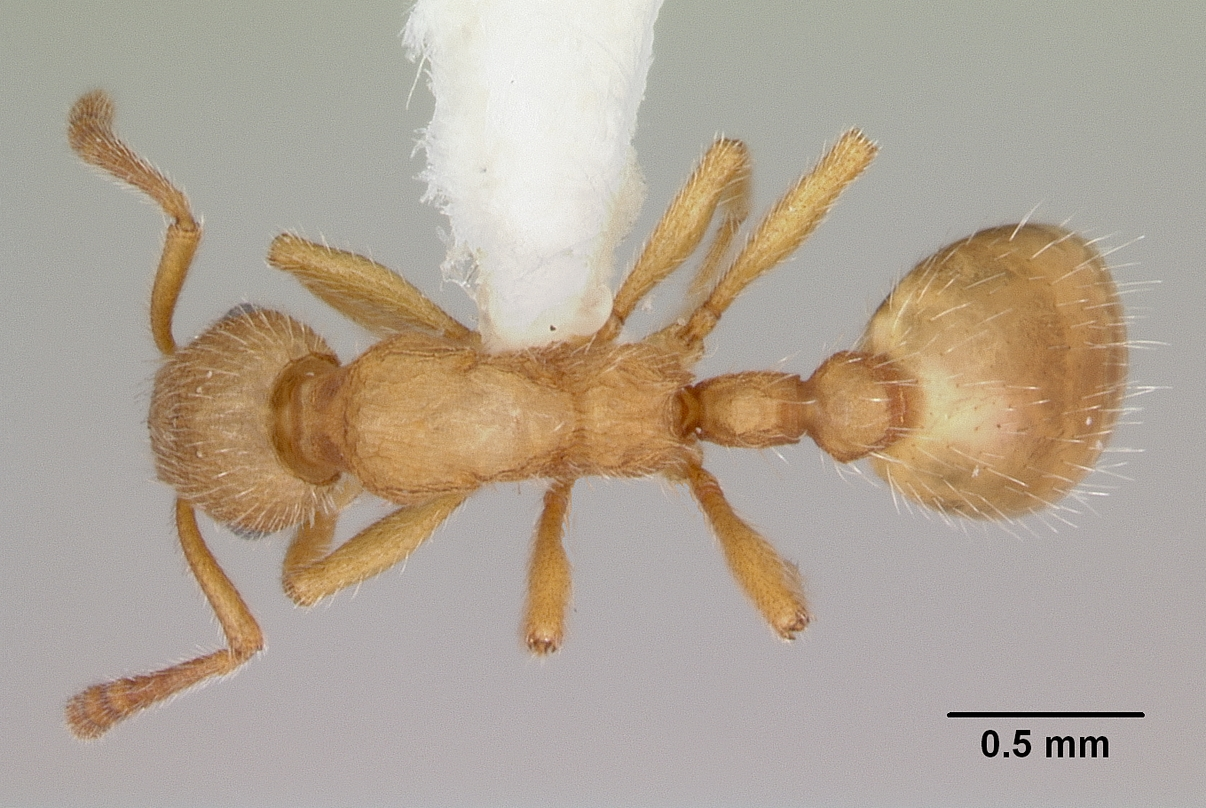
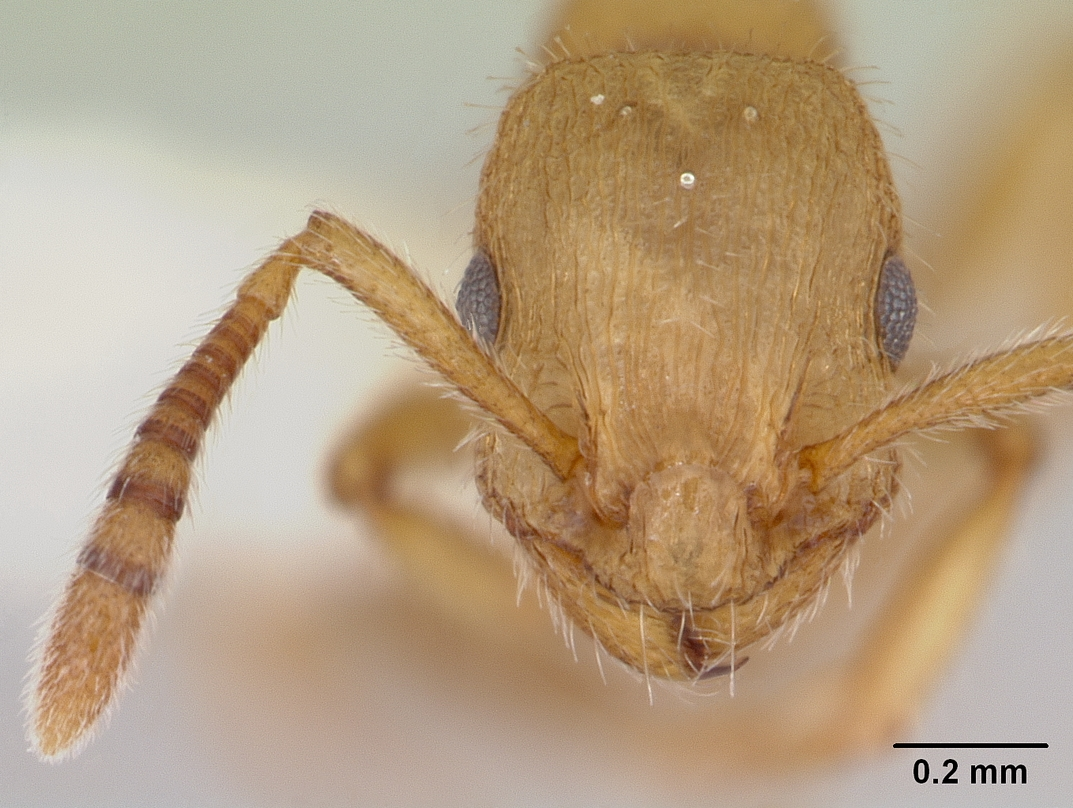
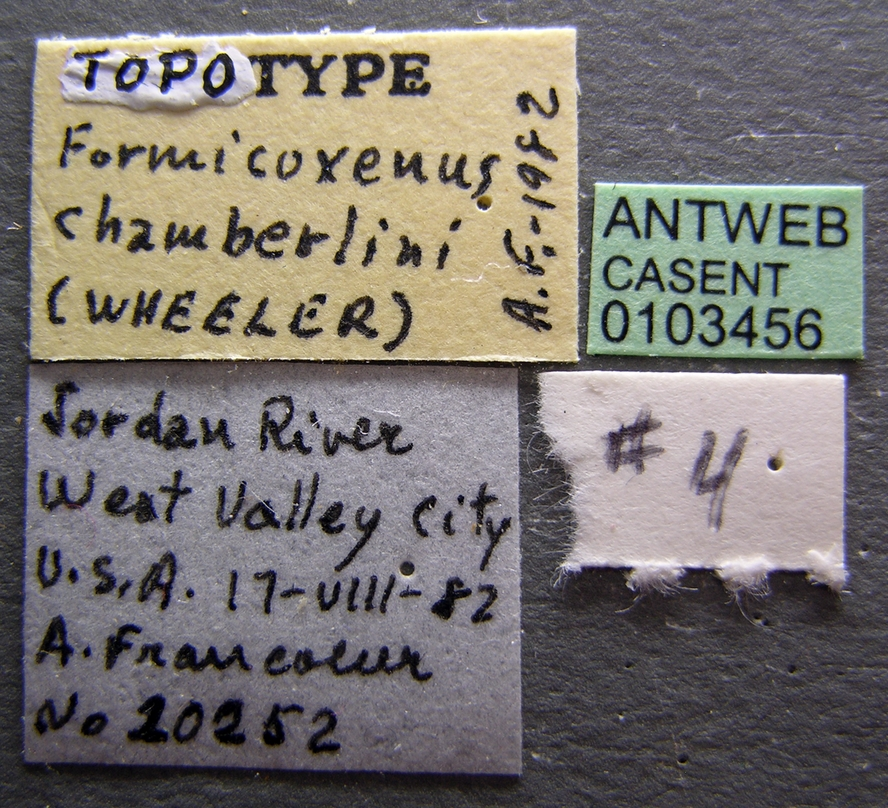
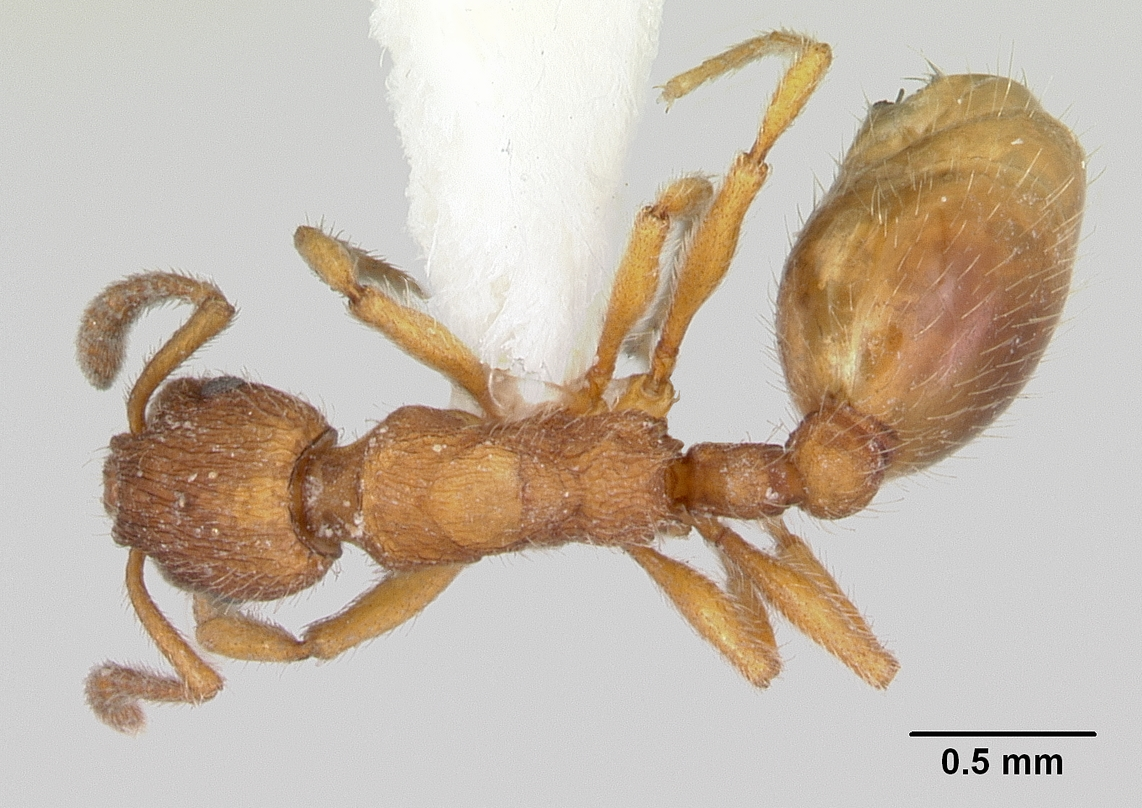
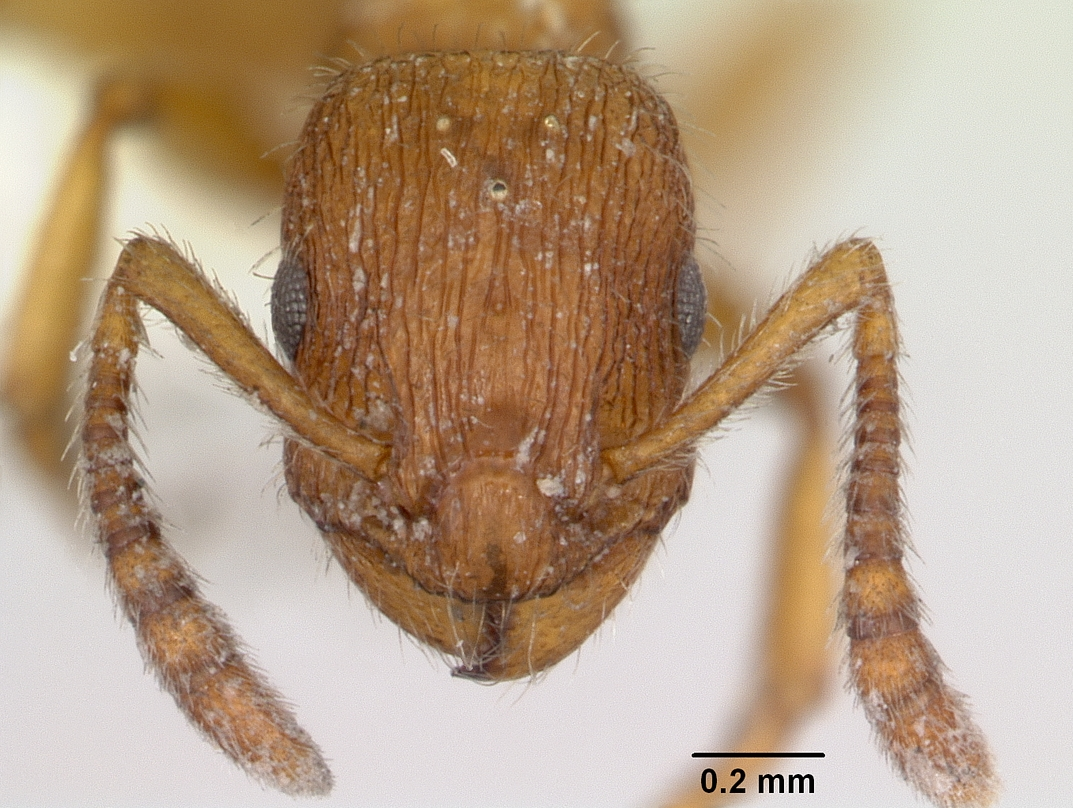
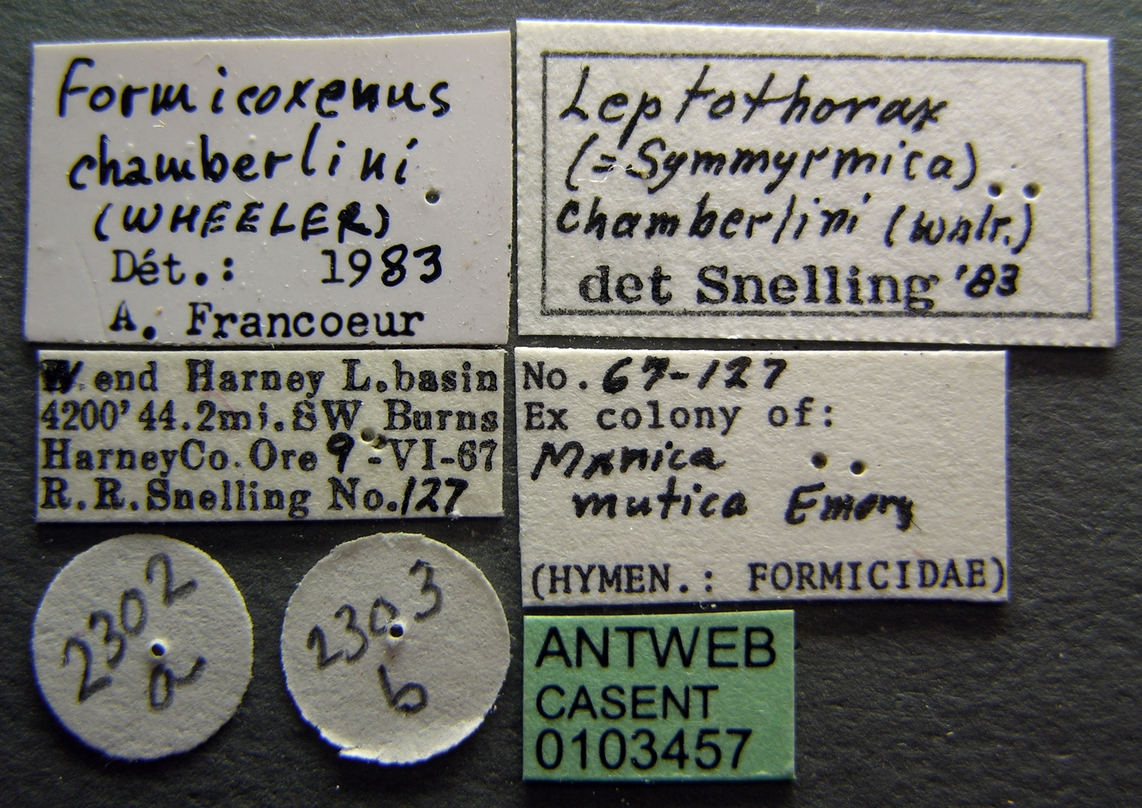